# Eva Elfie
Yulia Sergeevna Romanova (Omsk, Rusia, 27 de mayo de 2000), más conocida como Eva Elfie, es una actriz pornográfica, modelo erótica y youtuber rusa. Ganadora en los Premios AVN de 2021 a la Artista emergente extranjera del año.

## Biografía
Eva Elfie, nombre artístico de Yulia Románova, nació en Omsk en 2000. Después de graduarse de la escuela secundaria, conoció a su futuro compañero de filmación, quien luego se hizo conocido por el seudónimo de Adam Ocelot y con quien se casó en diciembre de 2019. En agosto de 2018, junto con Adam, se mudó a Moscú, donde ingresó a la Facultad de Periodismo. Trabajó además como gerente y camarera.
Sus primeros modelajes eróticos tuvieron lugar en otoño de 2018 en Crimea. Posteriormente aceptó la oferta de filmar una escena de masturbación. Meses más tarde accedió a grabar escenas de sexo tradicional y lésbico, para lo que viajó a República Checa. Después de regresar a Moscú, decidió filmar porno amateur y en febrero de 2019 creó su canal en Pornhub. Su primer video se volvió muy popular y para febrero del 2020 tenía más de 53 millones de reproducciones. A principios de noviembre de 2020, Eva ocupó el cuarto lugar en el ranking de Pornhub, lo que la convirtió en una de las actrices más populares del sitio.
Ha trabajado para estudios como Amour Angels, Babes, Brazzers, MET Art, Nubiles, Reality Kings, TeamSkeet y WowGirls, entre otros.
A fines de octubre de 2020, ganó su primer premio: el premio XBIZ Europa Award en la categoría "Artista Femenina del Año en videos musicales". A finales de enero de 2021, fue premiada en los AVN en la categoría "Artista emergente extranjera del año".
Hasta el momento, según la base de datos de IAFD, ha grabado 38 escenas y películas.
Actualmente vive en Moscú y desde febrero del 2020 tiene un canal de YouTube donde habla sobre la industria del sexo.

## Influencia
En 2020 apareció como un personaje elegible en el simulador de citas de Nutaku Booty Calls.
En 2021 presentó la equipación de fútbol del club italiano Venezia Football Club, que llegó a la Serie A por primera vez en 19 años.

## Premios y nominaciones
| Año  | Ceremonia          | Resultado | Premio                                                                                   | Trabajo               |
| ---- | ------------------ | --------- | ---------------------------------------------------------------------------------------- | --------------------- |
| 2019 | Premios Pornhub    | Nominada  | Reina del sexo oral - Mejor intérprete de sexo oral                                      | —                     |
| 2020 | Premios Pornhub    | Nominada  | Artista femenina más popular                                                             | —                     |
| 2020 | Premios Pornhub    | Nominada  | Artista femenina más popular según las mujeres                                           | —                     |
| 2020 | Premio XBIZ Europa | Ganadora  | Artista Femenina del Año - Videoclips                                                    | —                     |
| 2021 | Premio AltPorn     | Ganadora  | Artista femenina del año (elegida por los fanáticos)                                     | —                     |
| 2021 | Premio AltPorn     | Nominada  | Mejor escena gótica                                                                      | Shower with Eva Elfie |
| 2021 | Premios AVN        | Ganadora  | Artista emergente extranjera del año                                                     | —                     |
| 2021 | Premios AVN        | Nominada  | Mejor escena de sexo chico/chica en una película extranjera (compartida con Adam Ocelot) | Eva Elfie             |
| 2021 | Premios AVN        | Nominada  | Premio de los fanáticos: la novata más sexy                                              | —                     |
| 2021 | Premio XBIZ        | Nominada  | Artista del Año - Videoclips                                                             | —                     |
| 2021 | Premio Cámara XBIZ | Ganadora  | Mejor artista femenina en videos musicales                                               | —                     |
| 2021 | Premio XBIZ Europa | Nominada  | Artista del Año - Videoclips                                                             | —                     |
| 2023 | Premios AVN        | Nominada  | Artista femenina extranjera del año                                                      | —                     |
| 2023 | Premios AVN        | Nominada  | Mejor escena de sexo de chico/chica en producción extranjera                             | Icons 5               |
| 2024 | Premios AVN        | Nominada  | Mejor escena de sexo lésbico grupal en producción extranjera                             | Dollhouse 2           |